# アプレドゥ
アプレドゥ（après deux ）は、東京都渋谷区に本社を置く芸能・モデル事務所のモデルビジョンの称号。

## 概要
2020年3月株式会社アプレ（apres)のモデルビジョンとして新たに設立。
apresの社名はフランス語で「戦後派」を意味する「アプレゲール（après-guerre）」の略語「アプレ」からとったものである。「20世紀の習慣や考え方を基に新しいスタイルへと進化する挑戦者として活動していきたい」との思いが込められている。apres deuxはアプレ２という意味を持つ。

## 所属タレント

### 俳優・モデル
- 葉月ひとみ
- 松葉朋実
- 咲樹
- 鈴木凌賀
- 川野美怜
- さみら
- ebi
- 大久保愛
- 優大
- 白砂博考
- 心太